# 圣奇皮雷洛
圣奇皮雷洛（義大利語：San Cipirello），是意大利西西里大区巴勒莫广域市的一个市镇。总面积20平方公里，人口5449人，人口密度272.5人/平方公里（2009年）。ISTAT代码为082063。